# パークス・カナダ
パークス・カナダ（英: Parks Canada、仏: Parcs Canada）は、カナダの環境・気候変動省の管轄下にある官庁の一つ。カナダの国立公園（42ヵ所）、国立海洋公園・国立海洋保護区、国定記念物、カナダ国定史跡を管理している。
本部はケベック州ガティノーにあり、職員は4.7千人。1911年に設立された世界で最初の国立公園管理組織である。カナダにおける国立公園法は1930年に制定された。

## 概要
パークス・カナダはカナダ自然と文化遺産の重要例を保護・提示し、現在と次の世代のために生態系と記念的品位を確保するやり方で、国民の理解と評価・享受出来るよう委任されている。
パークス・カナダはまた、10ヶ所の国立公園保護区、1ヶ所の国立海洋保護区など、国土の陸域や水域を将来の国立公園や保護区候補などとして確保・管理している。その目的のために、450,000 km2 (170,000 sq mi)以上の陸域と水域が確保されている。パークス・カナダはまた先住民パートナーと共にその保護地域と遺跡のほとんどを共同で管理している。カナダ登録史跡も州政府や地方自治体、その他の連邦政府官庁と共に、またパークス・カナダによって支持・管理されている。カナダ史跡記念物委員会（Historic Sites and Monuments Board of Canada、HSMBC/Commission des lieux et monuments historiques du Canada、CLMHC）の実務機関でもあり、カナダ国定史跡、国定歴史的重要事件、国定歴史的重要人物への推薦も行なっている。